# Hyphoraia extensa
Hyphoraia extensa är en fjärilsart som beskrevs av G. Schultz 1906. Hyphoraia extensa ingår i släktet Hyphoraia och familjen björnspinnare. Inga underarter finns listade i Catalogue of Life.